# Андраш Хадик
 Гроф Андраш Хадик од Футога (мађ. gróf futaki Hadik András,слч. Andrej Hadík) био је мађарски племић и фелдмаршал царске војске. Био је гувернер Галиције и Лодомерије од јануара 1774. до јуна 1774. и отац је Карла Јозефа Хадика фон Футака. Познат је по заузимању пруске престонице Берлин током Седмогодишњег рата.

## Живот
Андраш Хадик, син мање племићке породице, рођен је 16. октобра 1710. у Чалокезу (тада Краљевина Мађарска, сада Житно острво у Словачкој) или у Кесегу, Краљевина Мађарска, као други син и треће дете Михаља Хадика фон Футака († 1733) и његове супруге Фрациске (Ержебет) Харди (р. 1680). Имао је мађарске,  луксембуршке и немачке претке. Према другом извору, он је био мађарског етничког порекла, али је име „Хадик“ умањеница од словачког апелатива хад („змија“), дакле породица је била словачког порекла.  Супротно овом уверењу, сам Хадик није знао словачки језик. Алтернативне теорије такође сугеришу његово татарско или черкеско порекло. Његова мајка, Франциска Харди, била је немачког порекла.
Његов отац, Михаљ Хадик (ум. 1733) био је коњичкој јединици Царске војске. Андраш Хадик се добровољно пријавио у Гилањијев хусарски пук Царске војске када је имао 20 година, а са 22 године добио је чин официра и постао заставник у Хусарском пуку Десевфи. Хадик се борио у рату за пољско наслеђе и руско-турском рату. Године 1738. Хадик је унапређен у чин капетана.
Његово освајања Берлина постало је чувено као најпознатији хусарски подвиг у историји, који је био срамота за пруског краља и подсмех за његове непријатеље. За своје поступке Андраш Хадик је одликован Великим крстом Ордена Марије Терезије. По завршетку рата добио је огромна имања и грофовски чин. Године 1763. неко време је био војни гувернер Будима, а затим је 1764. - неколико месеци после масакра у Мадефалви, јануара 1764. године, постављен је за главног војног команданта и краљевског комесара Трансилваније, шефа трансилванске владе, на чијем је положају био све до 1768. године. У том својству он је први у Мађарској предложио укидање кметског система. Године 1769. постављен је за владиног комесара Илирског народног конгреса у Карлоцу.
Године 1774. постао је први аустријски гувернер Галиције, која је припојена Хабзбуршком царству, а еманципација значајног јеврејског становништва убрзала се током овог периода. Од 1774, као царско-краљевски фелдмаршал (к.к. Feldmarschall) и председник Дворског ратног савета, био је војсковођа број један Царско-краљевске војске. У последњој деценији свог живота важио је за најистакнутијег генерала и у Хабзбуршком царству и у Мађарској, а бриљантна каријера попут његове остала је без преседана.
На крају живота дао је помиловање Секељима и њиховим породицама који су побегли од хабзбуршке регрутације у Молдавију и населили их у Буковини којом је управљао. Међу насељима Секељау Буковини, у знак захвалности по њему су названи Хадикфалва и Андрашфалва.

## Породица
Андраш је био ожењен грофицом Франциском фон Лихновски-Вошуц (1725-1787), једином ћерком грофа Франца Карла Леополда Бернхарда фон Лихновског-Вошуца (1690-1742) и његове супруге, грофице Марије Барбаре Вер Цајетане фон Вендерберг (1697-1755). Имали су три сина и једну ћерку:
- Грофица Марија Јозефа Хадик фон Футак (1750-1842), удала се 1765. за принца  Јирија Марцина Лубомирског ( — 1811),
- Гроф Јанош Хадик фон Футак (1755-1833), 1783 године оженио је грофицуФранциску Јозефа Терезију фон Брунер (1763-1829)
- Гроф КарољЈожеф Хадиг фон Футак (1756-1800), 1781. године оженио је грофицу Марију Терезију фон Коловрат Краковски (1756-1844)
- Гроф Андраш Хадик фон Футак (1764-1840), оженио је баронесу Марију Раслер фон Гемершванг (1783-1854).[12]

## Војна каријера
Током рата за аустријско наслеђе, Хадик је стекао славу својим акцијама против пруске војске у близини града Нисе користећи изненадне нападе и трикове према неписаним законима такозваног малог рата, ослањајући се на одличну обуку свог лаког коњичког ескадрона. Током рата служио је код принца Чарлса Александра од Лорене и унапређен је у чин потпуковника. Године 1744. стекао је чин командујућег пуковника сопственог хусарског пука, да би пред крај рата 1747. године стекао чин генерала и постављен за команданта коњичке бригаде.
Почетком Седмогодишњег рата, Хадик је извео најпознатију хусарску акцију у историји: када је Фридрих Велики марширао на југ са својом војском, мађарски генерал је неочекивано обишао, са својих 5.000 трупа углавном хусара, око Пруса и заузео њихов главни град Берлин. Град је био поштеђен договореног откупа од 300.000 талира, које је поделио међу својим трупама. За овај подвиг Хадик је унапређен у чин фелдмаршала. Одликован је и Великим крстом Војног реда Марије Терезије.

## Оставштина
Словачка Национална академија одбране маршала Андреја Хадика (2004–2008) добила је име у његову част.
- Мађарска је издала поштанску марку у његову част 1. јануара 1943.[14]
- Горенаведена марка са прештампаним са 1 пенго на 10 филера је издата 1. маја 1945. године,  I серија Ослобођење Мађарске.[15]
- Дана 1. фебруара 1946. године у прештампаној серији маркица од 10 филера, она је сада прештампана на вредност од 40 филера.[16]

## Слике
- Хадиков дворац у Футогу, сада школа
- Мађарски Хадик-Хусари, 2007
- Награда Андраш Хадик
- Андраш Хадик
- Андраш Хадик 1825
- Статуа Андраша Хадика у Будимпешти